# Обединено кралство Нидерландия
Обединено кралство Нидерландия (1815 – 1839) (на нидерландски: Verenigd Koninkrijk der Nederlanden; на френски: Royaume-Uni des Pays-Bas) е име, използвано по време на Виенския конгрес за новата европейска държава, създадена със специален протокол на 21 юни 1814 г. Официалното ѝ наименование е Кралство Нидерландия. Новата държава е съставена от дотогавашните Австрийска Нидерландия на юг и Република Съединени провинции на север. Начело на държавата застават представителите на Оранската династия, които преди Френската революция са заемали поста щатхаутер. Пръв крал е Вилем I, коронован на 16 март 1815 г.
Столица на общата държава е Амстердам, което е записано в конституцията от 1814 г. Страната е изтъкана от противоречия и едва ли е това, което мнозина мислители и политици са си представяли в мечтите си за обединение. На север преобдават калвинистите-нидерландци, чийто език принадлежи към германската група. На юг населението е католическо и говори на валонски, близък до френския. Северът е предимно индустриален, югът – аграрен. И едните и другите имат своята национална гордост, а двете гордости не се съчетават помежду си.
Намерението на великите сили да създадат жизнена държава на север от Франция, за да противостои на амбициите ѝ в тази посока се проваля. Обединеното кралство оцелява до отделянето на южните провинции в отделно Кралство Белгия, в резултат на Белгийската революция през 1830 г. Вилем І отказва да признае откъсването на Белгия чак до Лондонския договор от 1839 г. Разочарован, той абдикира на следващата година. С нов договор през 1843 г. окончателно е оформена границата между двете държави. Оттогава името Кралство Нидерландия се използва само за северните провинции.